# Richard Meinertzhagen

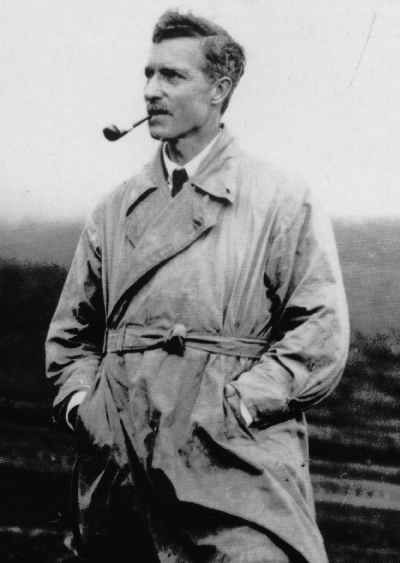
Richard Meinertzhagen, 1922

Richard Meinertzhagen, D.S.O., C.B.E. (* 3. März 1878 in Kensington, London; † 17. Juni 1967 ebendort) war ein britischer Offizier, Naturforscher und Hochstapler. Er war insbesondere in der militärischen Aufklärung tätig und bekleidete zuletzt den Dienstrang eines Colonel. Außerdem besaß er zu seiner Zeit die größte private Sammlung von Vogelpräparaten und verfasste einige Standardwerke zur Ornithologie. Sein Biograf Brian Garfield warf ihm später vor, dass seine Vogelsammlung teilweise zusammengestohlen bzw. hinsichtlich der Herkunft manipuliert sei. Auch bezüglich der militärischen und geheimdienstlichen Abenteuer in seinen Tagebüchern warf er ihm zahlreich Übertreibungen und Falschbehauptungen vor. Diese hatten zuvor auch in der Geschichtswissenschaft breite Rezeption gefunden und galten dort lange als vertrauenswürdige Quelle. Meinertzhagen war eines der Vorbilder für Ian Flemings Romanfigur James Bond.

## Herkunft und Jugend
Meinertzhagen wurde in eine Bankiersfamilie geboren, die zur britischen Finanzaristokratie gehörte. Dieser englische Zweig der Familie ging auf den Bremer Bankier Daniel Meinertzhagen V. (1801–1869) zurück, der 1826 nach England gekommen und 1837 eingebürgert worden war. Er heiratete die Tochter des Bankiers Frederick Huth und wurde ab 1850 Partner in der Bank Frederick Huth & Co., die zur zweitwichtigsten anglo-deutschen Handelsbank nach den Rothschilds aufstieg. Richards Vater Daniel VI. (1842–1910) war Seniorpartner der Bank, seine Mutter Georgina (–1914) eine geborene Potter. Richard war das dritte von insgesamt zehn Kindern und der zweite Sohn. Die Ehe seiner Eltern scheint unglücklich gewesen zu sein, meistens lebten sie getrennt. Die Kinder wurden von einer Kinderfrau aufgezogen.

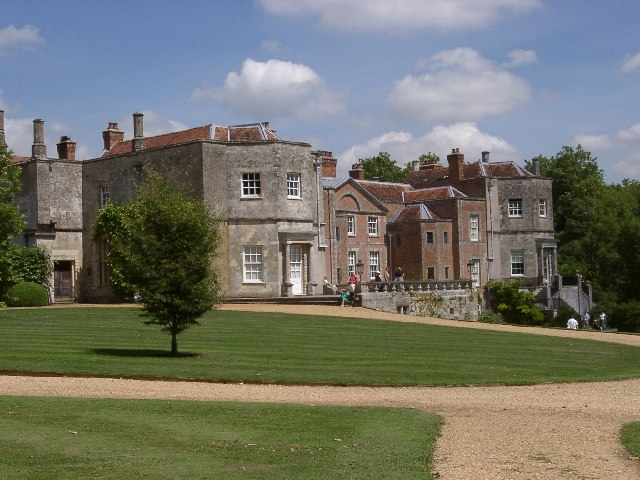
Mottisfont Abbey, der Familiensitz der Meinertzhagens

Als Meinertzhagen sieben Jahre alt war, zog die Familie in das ehemalige Kloster von Mottisfont, Romsey, im Test-Tal von Hampshire, das sie erworben hatte. Dazu gehörte ein Besitz von 800 Hektar, der von einer großen Dienerschaft gepflegt wurde. Hier lernte Meinertzhagen die Jagd und wurde begeisterter Vogelbeobachter. Nach seinen eigenen Angaben will er lange Wanderungen mit Herbert Spencer unternommen haben, und Charles Darwin habe ihn noch auf den Knien gehalten (eine angeblich Darwin gehörende Pfeife, die Meinertzhagen 1958 der Linnean Society spendete, stellte sich als 1928 in Birmingham produziert heraus). Tatsächlich bekannt war er mit der Suffragette Beatrice Webb, weil es sich um seine Tante handelte.
Meinertzhagen besuchte zunächst ein Internat in Aysgarth im Norden Englands, dann in Fonthill. Später folgte er seinem großen Bruder nach Harrow auf dieselbe Schule, die Winston Churchill einige Klassen über ihm absolvierte. Er muss ein hervorragender Schüler gewesen sein, denn er bewältigte innerhalb von vier Jahren den Stoff von sechs Schuljahren und war zugleich ein guter Athlet. 1895 trat er in die Bank seines Vaters ein und wurde im folgenden Jahr – er war 18 Jahre alt – nach Köln und Bremen geschickt. Hier lernte er fließend Deutsch, das Bankgeschäft langweilte ihn jedoch. Nach einem dreiviertel Jahr kehrte er nach England zurück.
Er konnte seinen Vater zu der Erlaubnis überreden, in die Landwehrkavallerie von Hampshire (Hampshire Yeomanry) einzutreten. Sein älterer Bruder Dan war vorgesehen, die Familienbank fortzuführen, doch starb der 1898 an einer Blinddarmentzündung bei einem Aufenthalt in Deutschland. Meinertzhagen fand sich im Alter von 19 Jahren plötzlich in der Rolle des ältesten Sohns wieder. Sein Vater versuchte das Interesse am Bankgeschäft zu wecken, indem er ihn zur Ausbildung an einen befreundeten Börsenhändler gab, doch war Meinertzhagen hierfür allzu offensichtlich untauglich. Er begann einen Offizierslehrgang in Aldershot und trat 1899 als Second Lieutenant bei den Royal Fusiliers (City of London Regiment) ein.

## Karriere beim Militär

### Anfänge in Indien

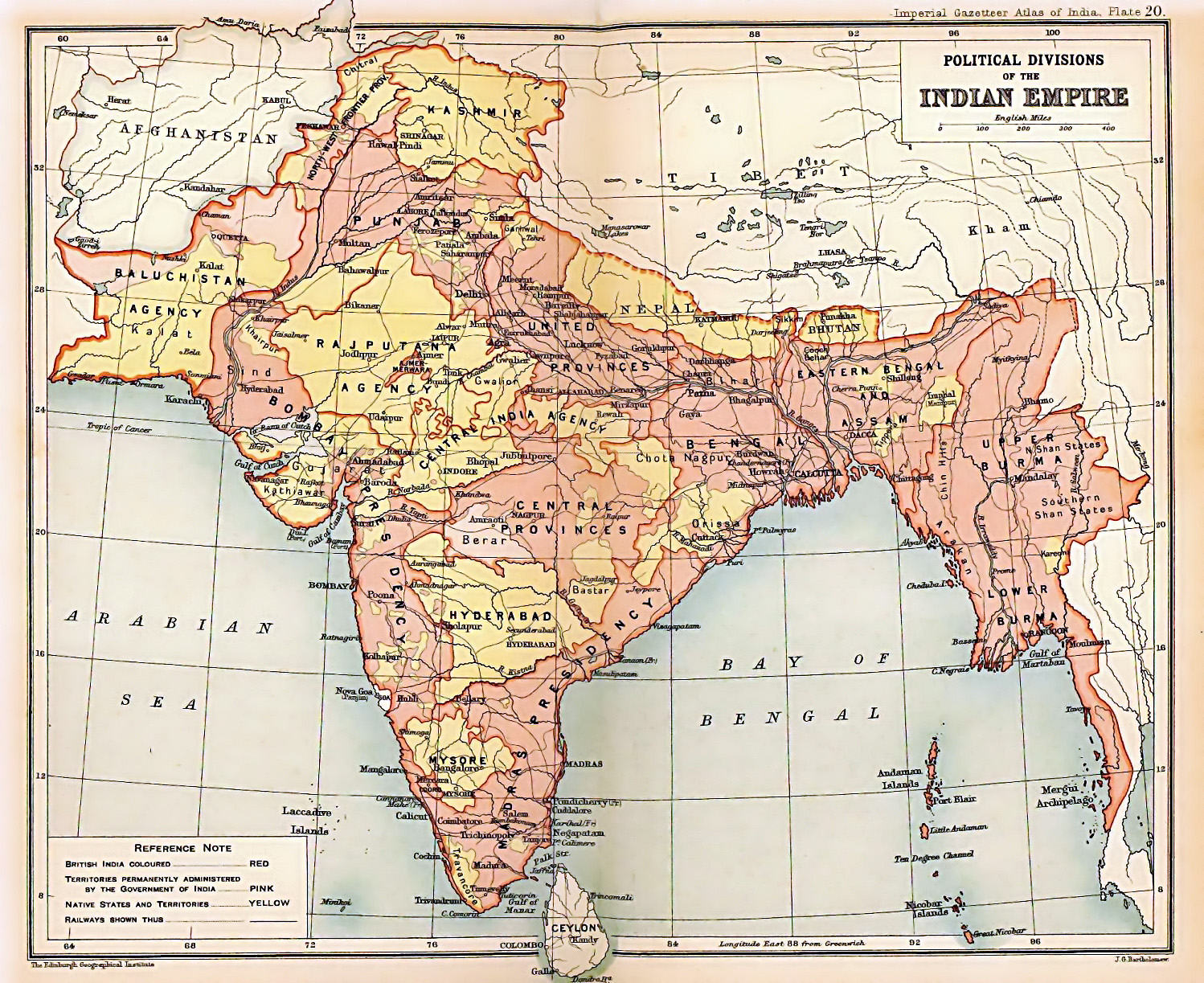
Britisch-Indien 1909

Im Februar 1899 verließ Meinertzhagen England, um sich einem Bataillon seines Regiments, das in Indien stationiert war, anzuschließen – Auftakt zu einer 25 Jahre währenden militärischen Karriere. Nach Auskunft seiner Tagebücher erlebte er bereits zu Beginn der Reise eine Reihe von Abenteuern. So will er bei einem Aufenthalt in Kairo ein kleines englisches Mädchen aus einem Bordell gerettet oder mit einem durchgehenden Elefanten die tägliche Truppenparade auseinandergetrieben haben. Für solche und ähnliche Geschichten lassen sich außerhalb der Bücher von Meinertzhagen keine Belege finden, aber sie waren gut erzählt und brachten ihm später eine treue Lesergemeinde ein. Tatsächlich erkrankte er an Typhus und wurde zur Genesung nach England und verschiedene Orte in Britisch-Indien geschickt. In Wellington in den Nilgiri-Bergen von Südindien freundete er sich mit dem jungen F. M. Bailey an, der später als Spion bekannt wurde. Im Februar 1900 wurde er zum Lieutenant befördert. Zuletzt diente er 1901/02 in einer Einheit berittener Infanterie in Mandalay, hatte jedoch, gemäß seinen Behauptungen, nie ein Kommando inne.

### Das Nandi-Massaker

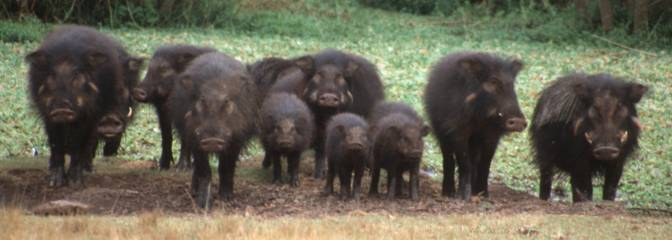
Das Riesenwaldschwein wurde 1904 von Meinertzhagen als erstem Europäer entdeckt.

1902 wurde Meinertzhagen nach Britisch-Ostafrika zu den King’s African Rifles versetzt. Nach einem kurzen Aufenthalt in Nairobi nahm er den Dienst im Außenposten Fort Hall im Siedlungsgebiet der Kikuyu auf. Meinertzhagen behauptete später, auch in Fort Hall das Kommando geführt zu haben, tatsächlich stand er an dritter oder vierter Stelle der Rangfolge. Folgt man seinem Tagebuch, das als Kenya Diary veröffentlicht worden ist, so hat er sich nach Einschätzung seines Biografen Brian Garfield des Völkermords schuldig gemacht. Immer wieder beschreibt Meinertzhagen Szenen, in denen er mit seinen Soldaten die Bewohnerschaft ganzer Dörfer auslöschte und auch die Kinder nicht schonte. Zusammengezählt will er so rund 1500 Menschen getötet haben. Diese blutrünstigen Fantasien werden bis heute gerne als Paradebeispiel für britischen Imperialismus angeführt. Tatsächlich findet sich jedoch – mit einer Ausnahme – in den sorgfältig geführten Akten des britischen Heers, in denen viel kleinere Vorfälle penibel vermerkt wurden, kein Hinweis darauf, dass Meinertzhagens Selbstbezichtigungen stimmen könnten. Vielmehr wurde er zum Kartieren eingesetzt und widmete sich der Jagd. Bei dieser Gelegenheit entdeckte er 1904 das Riesenwaldschwein Hylochoerus meinertzhageni, das nach ihm benannt ist. Er schickte nicht nur Tierhäute, sondern auch eine große Zahl Insekten und gepresster Pflanzen nach England.

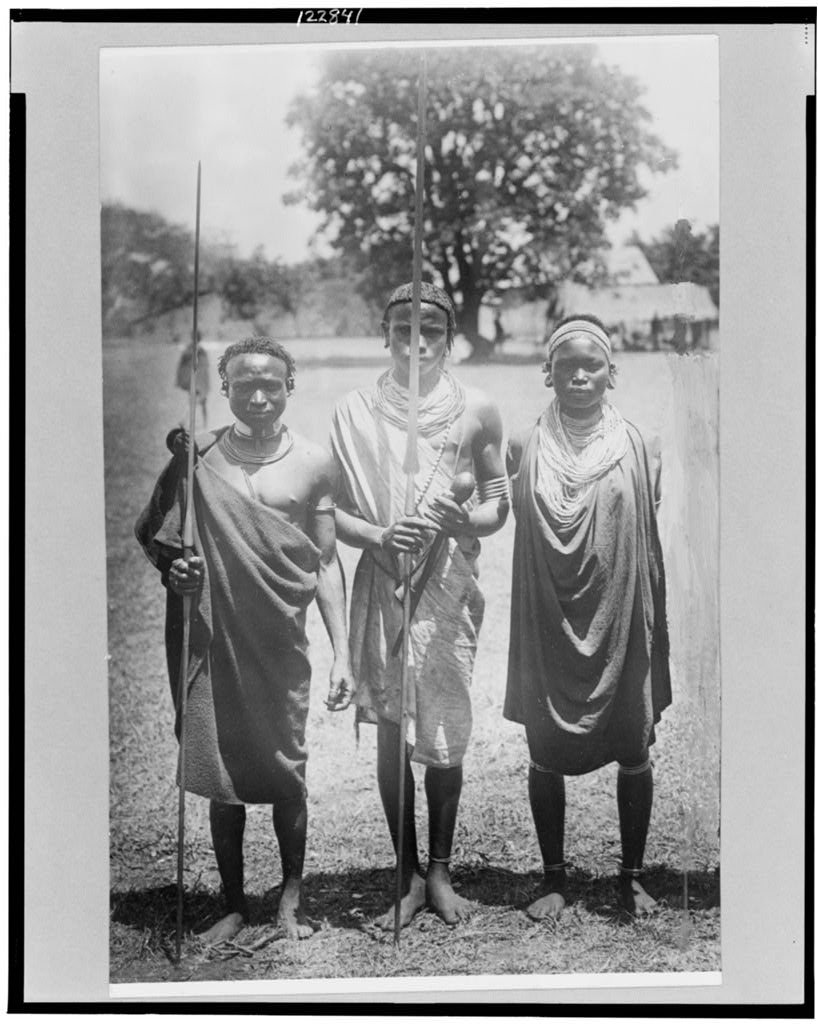
Nandi-Krieger

Das einzige Massaker, für das Meinertzhagen tatsächlich verantwortlich war, verursachte einen internationalen Skandal (vgl. Nandi-Expedition). 1905 war er als Adjutant im Nandi Fort im Hochland von Kenia eingesetzt (er selbst bezeichnet sich wieder als Kommandant). Angehörige der Nandi fühlten sich vom Bau der Eisenbahn nach Uganda gestört und versuchten diesen zu sabotieren. Nach Auskunft der Akten schlugen der Kommandeur der britischen Einheiten in dem Gebiet, Lieutenant-Colonel Edgar G. Harrison, sowie sein Adjutant, Major Ladislaus Herbert Richard Pope-Hennessy, deshalb vor, den Nandi-Kriegern eine Falle am Ket Parak Hill zu legen. Als sich die Ereignisse nicht wie geplant entwickelten, waren sie froh, als Meinertzhagen freiwillig die gesamte Verantwortung übernahm. Soviel sich aus den widersprüchlichen Berichten ausmachen lässt, wurde der Führer der Nandi, der so genannte Laibon, zu Friedensgesprächen eingeladen. Als er dazu mit rund 25 Kriegern erschien, massakrierte Meinertzhagen zusammen mit weiteren fünf Soldaten die Friedensdelegation. Mit einem Schlag war die Opposition gegen die britische Herrschaft beendet worden. Nach Angaben von Meinertzhagen kämpfte er mit einer Pistole und die Gegenseite mit Speeren. Meinertzhagens Biograf Brian Garfield hat einen Ablauf rekonstruiert, bei dem die Nandi-Krieger mit einem Maxim-Maschinengewehr erschossen wurden. Im September 1915 wurde er zum Captain befördert.
Das Nandi-Massaker wurde von Ende 1905 bis Anfang 1906 insgesamt dreimal von Kommissionen untersucht, die Meinertzhagens Verhalten jedes Mal für ehrenhaft erklärten. Die Kolonialabteilung des britischen Auswärtigen Amts bestand jedoch darauf, dass Meinertzhagen aus Afrika abgezogen und nach England zurückbeordert wurde. Er setzte dort die Verbindungen seiner einflussreichen Familie ein und erreichte schließlich, dass er im Februar 1907 zum 3. Bataillon seines Regiments, den Royal Fusiliers, in Kapstadt geschickt wurde.
Nach Angaben von Meinertzhagen – die außerhalb seiner Tagebücher nirgendwo eine Stütze finden – wurde er 1910 als Spion eingesetzt, um auf der Krim ein russisches Fort auszuspähen. Er besteht zahlreiche Abenteuer, das wildeste auf einer Zugfahrt durch die griechischen Berge, bei der der Zug entgleist. Ein Waggon hängt über dem Abgrund und Meinertzhagen hört eine junge Frau schreien. Er rettet sie, kurz bevor der Waggon in den Abgrund fällt. Solche Fantasien sind später von Meinertzhagen-Biografen als Tatsachen aufgefasst worden, jedoch lässt sich für 1910 kein entsprechender Eisenbahnunfall in Griechenland nachweisen. Im wirklichen Leben war Meinertzhagen ab Juli 1910 auf Mauritius stationiert (wieder behauptet er fälschlich, ein Kommando innegehabt zu haben), wo er seinen ersten ornithologischen Fachartikel schrieb. Er bewarb sich für den Stabsoffizierslehrgang in Sandhurst, wurde abgelehnt, jedoch am Staff College in Quetta angenommen, weshalb er 1911 wieder nach Indien reiste. 1913 wurde sein rechtes Auge bei einem Schusswaffenunfall von einem Schrotkorn getroffen. Er musste mehrere Monate im Krankenhaus verbringen, hätte beinahe das Auge verloren und trug seitdem eine Brille.
Im Mai 1913 soll ein Vorfall passiert sein, für den es ebenfalls nur seine Tagebücher als Quelle gibt. Meinertzhagen besuchte demnach seine Polo-Ponys in ihrem Stall und stellte fest, dass sie vom Diener misshandelt worden waren. In seiner Wut erschlug er den Diener mit einem Poloschläger. Auch diese Geschichte ist später häufiger als Beleg für den Charakter des britischen Imperialismus zitiert worden. Jedenfalls fand Meinertzhagen nichts dabei, sich selbst in aller Öffentlichkeit als Massenmörder und Totschläger darzustellen.

### Chef der militärischen Aufklärung im Feldzug gegen Lettow-Vorbeck in Ostafrika

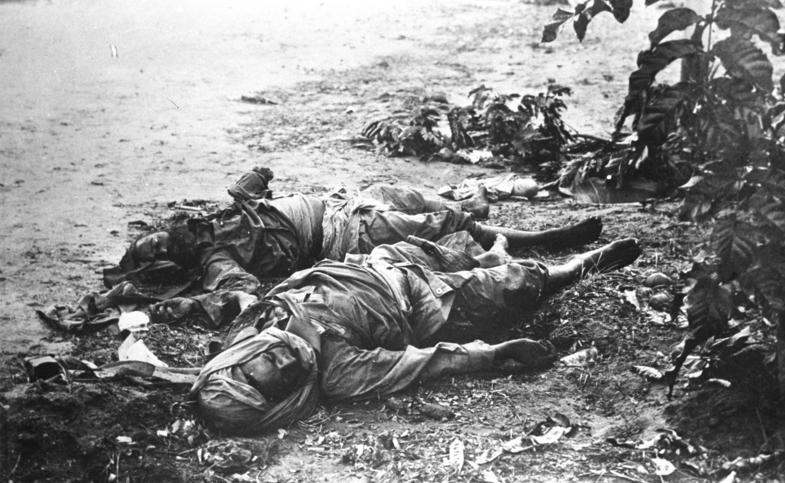
Tote indische Soldaten am Strand bei Tanga

Bei Ausbruch des Ersten Weltkriegs wurde die so genannte Force B unter General Arthur Aitken aus Indien nach Ostafrika geschickt. Meinertzhagen bezeichnet sich in seinen Tagebüchern – worin ihm viele Historiker gefolgt sind – bereits zu diesem Zeitpunkt als deren Chef der militärischen Aufklärung (tatsächlich wurde diese Aufgabe zunächst von Lieutenant-Colonel J. D. Mackay erfüllt). Der erste Einsatz war eine missglückte Landung vor Tanga, bei der Meinertzhagen an den Kämpfen teilgenommen haben will. Dafür gibt es außerhalb seiner eigenen Schriften keinen Beleg. Tatsächlich wurde er am 5. November 1914, nachdem sich nahezu alle Landungstruppen nach dem Verlust von 1500 Mann und fast sämtlicher Waffen wieder auf die Schiffe zurückgezogen hatten, wegen seiner Deutschkenntnisse ans Ufer geschickt, um den Waffenstillstand auszuhandeln und einen Austausch gefangener Verwundeter zu erreichen. Die katastrophale Niederlage wurde auf britischer Seite monatelang geheim gehalten.
Im September 1915 wurde Meinertzhagen zum Major befördert und anschließend tatsächlich Chef der militärischen Aufklärung des britischen Ostafrika-Korps. Nach seinen eigenen Angaben baute er bis 1916 einen Spionagering in Ostafrika auf, wozu er vor allem Schwarzafrikaner anwarb, die ohne aufzufallen über die Frontlinie wechseln konnten (tatsächlich wurde der Spionagering von Mackay aufgebaut, der dann wegen Malaria ausfiel und durch Meinertzhagen ersetzt wurde). Sie sollen erfolgreich die Pläne Paul von Lettow-Vorbecks ausspioniert haben. Dem widerspricht, dass es dem Befehlshaber der deutschen Schutztruppen jahrelang gelang, den britischen Verfolgern auszuweichen und sie immer wieder an unerwarteten Orten anzugreifen. Gelegentlich kam sogar der Verdacht auf, dass die Position britischer Truppen an die Deutschen verraten worden war.
Laut Tagebuch will Meinertzhagen bereits im November 1914 Lettow-Vorbecks Taktik durchschaut haben: „Von Lettow wird sich nicht dem Kampf stellen. Er wird herumflitzen, und so viele wie möglich von uns beschäftigt halten.“ Nach den Unterlagen, die innerhalb der Heeresakten und von anderen Zeugen überliefert sind, spricht jedoch nichts dafür, dass Meinertzhagen während des Kriegs den Gegner verstanden hätte. Das faktische Versagen seiner Aufklärungsarbeit führt dessen Biograf Brian Garfield darauf zurück, dass die Agenten zum größten Teil dem Stamm der Nandi angehörten. Sie waren ausgerechnet dem britischen Offizier unterstellt worden, der zehn Jahre zuvor ein Massaker an ihrem Führer begangen hatte, und hatten damit jeden Grund, für die Deutschen zu arbeiten.
Außerdem rühmt sich Meinertzhagen, das in Deutsch-Ostafrika verwendete Geld in großen Mengen gefälscht und so die Währung erfolgreich destabilisiert zu haben. Tatsächlich wurde unter seiner Anleitung die deutsche 20-Rupien-Banknote gefälscht. Das Papier war jedoch steifer als beim Original und alle Noten trugen dieselbe Seriennummer, so dass die Fälschungen leicht zu erkennen waren. Sie haben jedoch heute bei Numismatikern einen hohen Sammlerwert, so dass es wohl kaum „mehrere Millionen“ davon gegeben haben kann, wie Meinertzhagen behauptet. Wieder berichtet Meinertzhagen von Abenteuern, die er bei Kommandoaktionen erlebt haben will, während seine eigenen Akten belegen, dass er am Schreibtisch in Nairobi saß. Im November 1916 wurde er wegen seiner miserablen gesundheitlichen Verfassung zurück nach England geschickt. Nach dem Krieg besuchte er von Lettow-Vorbeck in Deutschland, und die beiden blieben jahrzehntelang in Kontakt.

### Die Eroberung von Beʾer Scheva
Ende Mai 1917 meldete sich Meinertzhagen auf seiner neuen Dienststelle in Kairo. Nach seinen eigenen Angaben will Meinertzhagen Dutzende von Agenten hinter den türkischen Linien geführt haben. Tatsächlich gehen die Erfolge der britischen Aufklärung in dieser Zeit vor allem darauf zurück, dass es britischen Kryptoanalytikern im Room 40 gelang, die Codes der deutschen und türkischen Funksprüche zu entschlüsseln. Meinertzhagen behauptet, er habe die Idee gehabt, eine Empfangsstation auf der Spitze der Cheops-Pyramide zu installieren, jedoch existierte diese und weitere Empfangsstationen bereits ein Jahr, bevor er in den Nahen Osten kam. Am 21. November 1917 startete in Bulgarien das größte bis dahin gebaute Luftschiff L 59, um der deutschen Schutztruppe in Ostafrika Nachschub zu liefern. Meinertzhagen rühmt sich, dem Kapitän ein gefälschtes Funktelegramm geschickt zu haben, wonach Lettow-Vorbeck kapituliert habe und der Zeppelin umkehren sollte. Tatsächlich wurde der Befehl zur Umkehr am 23. November von der deutschen Großfunkstelle Nauen erteilt.
Meinertzhagens Name ist in der englischsprachigen Welt aber vor allem mit dem so genannten haversack ruse (deutsch etwa: „List mit der Provianttasche“) verbunden. Dieses Täuschungsmanöver hat tatsächlich stattgefunden, nur dass Meinertzhagen nicht daran beteiligt war. Während des Ersten Weltkriegs plante ein britisches Expeditionskorps unter Edmund Allenby die Invasion in Palästina. Es kam aus der Sinai-Wüste, und der Weg nach Palästina war durch das Fort in Gaza blockiert, das von osmanischen Truppen mit deutschen Militärberatern gehalten wurde. Östlich davon erstreckte sich die Negev-Wüste, und die einzige Möglichkeit, Wasser zu fassen, bestand in der Oase von Beʾer Scheva, die ebenfalls von drei Divisionen verteidigt wurde. Allenby konnte eigentlich nur innerhalb des Gebiets operieren, das von der Sinai-Bahn über Suez versorgt wurde.
Um die osmanischen Kommandeure zu täuschen, wurde im September 1917 der haversack ruse inszeniert. Ein britischer Offizier „verlor“ in Sichtweite einer türkischen Patrouille eine Provianttasche, die eine 20-Pfund-Note – zu der Zeit viel Geld –, einen Brief seiner Frau, die die Geburt des Sohnes ankündigte, sowie die militärischen Planungen von Allenby enthielt. Demnach hätten die Briten den Angriff, dessen Stoßkraft sich gegen Gaza richten würde, auf das Jahresende verschoben. Gegen Beʾer Scheva würde lediglich ein Ablenkungsangriff ausgeführt werden. Daraufhin verlegte der australische General Harry Chauvel seine Kavallerietruppen bei Nacht vor Beʾer Scheva und eroberte den Ort in einem Überraschungsangriff. Mit Beʾer Scheva in britischer Hand war die Wasserversorgung des Expeditionskorps gesichert, und Allenby konnte noch vor Weihnachten Jerusalem erobern.
Der deutsche Kommandeur, General Kreß von Kressenstein, gibt in seinen Erinnerungen an, dass er sich durch den haversack ruse nicht habe täuschen lassen, weil eine Verschiebung der Angriffe in die Regenzeit hinein ausgeschlossen gewesen sei. Auf deutscher und osmanischer Seite galt ein Angriff auf Beʾer Scheva aus logistischen Gründen als aussichtslos.
Meinertzhagen schmückte die Geschichte noch aus, wonach er vier Tage vor dem haversack ruse einen Flugzeugabsturz überlebt habe. Er selbst sei Chef der militärischen Aufklärung unter Allenby gewesen, und in seinem Buch Army Diary zitiert er zahlreiche Dokumente, die angeblich belegen, dass er selbst den haversack ruse ausgeführt habe. In Wirklichkeit bekleidete Meinertzhagen eine untergeordnete Position im Rang eines Majors, jedoch nicht in Allenbys Stab, sondern bei MI-7, zuständig für Zensur und Propaganda. Meinertzhagens Hauptaufgabe war die Herstellung von Karten, was er in der Tat hervorragend beherrschte.
Die Geschichte vom haversack ruse mit Meinertzhagen als Hauptfigur ist in zahlreiche Geschichtsbücher eingegangen und in dem Film The Lighthorsemen dargestellt worden. Tatsächlich wurde der haversack ruse von Lieutenant-Colonel James D. Belgrave erdacht. Er konnte sich gegen die spätere Aneignung durch Meinertzhagen nicht mehr wehren, weil er am 13. Juni 1918 fiel. Ausgeführt wurde der haversack ruse von Arthur Neate, der Meinertzhagen 1927 auch brieflich zur Rede stellte. Neate verzichtete darauf, an die Öffentlichkeit zu gehen, vermutlich weil er inzwischen innerhalb des diplomatischen Diensts für die militärische Aufklärung arbeitete und daher kein Aufsehen erregen wollte. Öffentlich stellte Neate die Geschichte erst 1956 in einem Leserbrief richtig. Meinertzhagen redete sich damit heraus, dass der haversack ruse anscheinend mehrfach versucht worden sei.

### Das angebliche Katz-und-Maus-Spiel mit dem deutschen Meisterspion Fritz Frank
Unter den britischen Soldaten im Nahen Osten kursierten Gerüchte von einem deutschen Meisterspion namens Fritz Frank, dem die Verantwortung für verschiedene Unglücke zugeschrieben wurden. Nach Angaben von Meinertzhagen stieß er bei der Befragung von Kriegsgefangenen auf einen griechischen Mitarbeiter Franks, den er zur Arbeit für die Briten überredete. Dieser Doppelagent habe ihm ein Treffen mit dem deutschen Spion bei dunkler Nacht in einem Wadi vermittelt. Dabei sei es zu einem Schusswechsel gekommen, der eine junge Frau getötet habe. Monate später sei er bei einer Hausdurchsuchung in Jaffa auf Fotografien gestoßen, bei deren Anblick ihm klar geworden sei, dass es sich bei dem „Griechen“ um Frank gehandelt und er versehentlich dessen Frau erschossen hatte. Nach dem Krieg will Meinertzhagen bei einem Einsatz in Deutschland wieder Frank begegnet sein. Das angebliche Katz-und-Maus-Spiel mit dem deutschen Meisterspion Fritz Frank gehört ebenfalls zu den populären Mythen um Meinertzhagen und wurde von verschiedenen Autoren in Bücher über britische Geheimdienstarbeit aufgenommen.

### Die angeblich versuchte Rettung der Zarenfamilie
Ende 1917 wurde Meinertzhagen nach England zurückbeordert. Im März 1918 wurde er zum Brevet-Lieutenant-Colonel und im August 1918 zum Brevet-Colonel befördert sowie ab Sommer 1918 ins Alliierte Hauptquartier in Frankreich geschickt. Er verbrachte weiterhin längere Aufenthalte in England. In dieser Zeit will er auf persönliche Bitte von König Georg V. an einer Kommandoaktion beteiligt gewesen sein, um die in Jekaterinburg gefangen gehaltene Familie von Zar Nikolaus II. zu befreien. Allein schon die Tatsache, dass er diese Befreiungsaktion mit einem Havilland DH-4 Doppeldecker ausgeführt haben will, der neben dem Piloten lediglich Platz für eine weitere Person bot, zeigt, dass Meinertzhagens Angaben nicht zu trauen ist. Auch die angeblich versuchte Befreiung der Zarenfamilie ist später zu einem Buch verarbeitet worden.
Am 11. November 1918 will Meinertzhagen nach seinen eigenen Angaben der Offizier gewesen sein, der die deutsche Kapitulationserklärung im Ersten Weltkrieg an Feldmarschall Douglas Haig überbringen sollte. Auf der Fahrt sei sein Auto explodiert. Schwer verwundet habe er eine Mitfahrgelegenheit auf einem Laster gefunden und das historische Dokument doch noch Haig überbracht. Es existieren keine Unterlagen, die Meinertzhagens Geschichte be- oder widerlegen könnten. Tatsächlich wurde er in den Wochen danach wegen einer Bauchverletzung behandelt.

### Einsatz für den Zionismus
Meinertzhagen bezeichnete sich selbst bis 1917 als gesellschaftsüblichen Antisemiten ohne besonderes Interesse am Judentum. Seine Wandlung zum Zionisten – einem Unterstützer eines jüdischen Staates in Palästina – schreibt er der Begegnung mit Chaim Weizmann und Aaron Aaronsohn zu. Aaronsohn unterhielt im osmanisch regierten Palästina einen Spionagering (NILI), der Informationen für das britische Heer sammelte.
Im Frühjahr 1919 nahm Meinertzhagen an der Friedenskonferenz in Paris teil. Zu diesem Zweck wurde er zeitweilig dem Stab von Außenminister Balfour angegliedert. Auf der Konferenz wurden die arabischen Interessen von dem berühmten T. E. Lawrence („Lawrence von Arabien“) vertreten, die zionistischen Interessen von Meinertzhagen (beide kannten sich aus der Geheimdienstarbeit seit 1917). Die britische Regierung hatte während des Ersten Weltkriegs der arabischen wie der zionistischen Seite (Balfour-Erklärung) weitgehende Versprechungen gemacht, die sie jetzt nicht einhalten wollte. Sie bilden die Wurzel des heutigen Nahostkonflikts.
Im Herbst 1919 wurde Meinertzhagen zum Political Officer für Palästina berufen, ein Amt, in dem er zwischen der britischen Militärregierung unter Allenby und zivilen Stellen vermitteln sollte. Das Zionistische Büro unter Chaim Weizmann hatte seinen Einfluss geltend gemacht, damit Meinertzhagen diesen Posten erhielt. Die Zeit bis 1922 bildet den Höhepunkt in seinem tatsächlichen Einfluss. Im April 1920 kam es während Pessach zu den blutigen Nabi-Musa-Unruhen in Jerusalem. Bei dieser Gelegenheit wurde der Zionistenführer Vladimir Jabotinsky zu einer Gefängnisstrafe von 15 Jahren verurteilt, die auf Intervention von Meinertzhagen aufgehoben wurde. Meinertzhagen beschwerte sich bei Allenby über die antisemitische Haltung zahlreicher britischer Offiziere und beschuldigte sie, den „blutigen Passah“ provoziert zu haben. Im April 1920 umging er den Dienstweg und beschwerte sich direkt bei Außenminister Lord Curzon. Allenby entließ ihn umgehend.
Als Churchill 1921 Kolonialminister wurde, forderte er Meinertzhagen für die Nahost-Abteilung an. Das Völkerbundsmandat für Palästina unterstand formal nicht der Zuständigkeit Churchills, doch die Schaffung einer Nahost-Abteilung gehörte zu den Machtkämpfen, mit denen Churchill seinen Einfluss ausweitete. Sein Schreibtisch stand direkt neben dem von T. E. Lawrence. Aus dieser Zeit stammt auch eine Freundschaft mit Harry St. John Bridger Philby – britischer Berater des späteren Gründers von Saudi-Arabien Ibn Saud und Vogelliebhaber wie Meinertzhagen –, der eigentlich als heftiger Antisemit galt. Meinertzhagen arbeitete als eine Art Verbindungsoffizier des Kriegsministeriums im Kolonialministerium und war für Budget und Logistik der Militärregierung von Palästina zuständig. Im Juni 1922 stellte ihn Churchill zu Rede, weil offensichtlich Informationen aus dem Kolonialministerium an das Zionistische Büro in London weitergegeben worden waren. Meinertzhagen bestritt, die undichte Stelle gewesen zu sein, aber in der Folge wurde er nur noch mit untergeordneten Tätigkeiten beschäftigt. Im Herbst 1922 unternahm er eine monatelange Inspektionsreise des Nahen Ostens, 1923 wieder eine lange Reise in den Nahen Osten, nach Nordafrika und Indien. Beim Militär wurde er dem Duke of Cornwall's Light Infantry Regiment zugeordnet. 1925 reichte er seinen Abschied ein, seine Pension wurde auf die eines Majors reduziert.
In den 1930er Jahren wurde Meinertzhagen Mitglied der Anglo-German Association. In ihr hatten sich britische Geschäftsleute organisiert, die sich durch die Bestimmungen des Vertrags von Versailles behindert fühlten und ihre Geschäfte mit dem Deutschen Reich ausweiten wollten. In diesem Rahmen traf sich Meinertzhagen unter anderem mit Joachim von Ribbentrop 1934 zum Abendessen. Gleichzeitig war er Mitglied im Focus, einer diskreten Lobbygruppe um den Abgeordneten Winston Churchill, die gegen den Nationalsozialismus arbeitete. Meinertzhagen unternahm mehrere Reisen nach Deutschland. Nach seiner eigenen Darstellung will er dabei dreimal Adolf Hitler getroffen haben, bei dem letzten Treffen am 28. Juni 1939 in Berlin will er eine geladene Pistole in der Tasche gehabt haben. In seinem Tagebuch macht er sich Vorwürfe, dass er die Gelegenheit, Hitler und Ribbentrop gleichzeitig zu erschießen, verstreichen ließ. Für keines dieser Treffen gibt es eine unabhängige Quelle, obwohl die britische Botschaft in Berlin sämtliche britischen Besucher bei der deutschen Regierung scharf beobachtete. Den letztgenannten Termin verbrachte Hitler tatsächlich in Berchtesgaden.
Meinertzhagen blieb den Rest seines Lebens dem Zionismus verpflichtet, auch wenn gelegentliche antisemitische Ausfälle von ihm überliefert sind. Noch 1948 will er bei einem Besuch im neu gegründeten Israel – Meinertzhagen war inzwischen 70 Jahre alt und litt unter Arthritis – zusammen mit Hagana-Angehörigen gegen arabische Scharfschützen am Strand von Haifa gekämpft haben. 1953 besuchte er Israel erneut und wurde wie ein Staatsoberhaupt empfangen.

### Der Tod seiner zweiten Frau
1911 hatte Meinertzhagen Armorel Le Roy-Lewis geheiratet. Die Ehe entwickelte sich katastrophal. Für die Scheidung nach bereits gut einem Jahr ließ sich Meinertzhagen bei einem Treffen mit einer Prostituierten beobachten – damals ein häufig verwendetes Mittel, um nach britischem Recht eine Ehe legal aufzulösen. 1921 heiratete er Annie Constance Jackson, die eine herausragende Ornithologin war. Dieser Ehe entstammen zwei Söhne und eine Tochter. Der älteste Sohn starb später im Zweiten Weltkrieg, und Richard Meinertzhagen setzte ihm 1947 mit dem Buch The Life of a Boy ein Denkmal.
Annie Meinertzhagen war Erbin eines umfangreichen Vermögens und zweier Landgüter. Die Bank der Meinertzhagens, die von Richards jüngerem Bruder Louis geführt wurde, war in Schwierigkeiten geraten, so dass Richard Meinertzhagen in der Hauptsache vom Vermögen seiner Frau lebte. Während seines vorzeitigen Ruhestands unternahm er, häufig begleitet von Annie, ausgedehnte Reisen, die längste davon 1925/26 nach Indien in den Raum zwischen Himalaja, Burma und Südindien. Er sammelte Säugetiere, Schmetterlinge, Fliegen und andere Insekten, Pflanzen und vor allem Vögel, die er selbst präparierte. 1927/28 veröffentlichte er eine wichtige Arbeit über asiatische Vögel, in der er behauptete, wichtige Belegexemplare selbst gesammelt zu haben. Als unmittelbarer Teilnehmerin der Expedition muss Annie Meinertzhagen klar gewesen sein, dass ihr Mann log. Ein mögliches, anderes Motiv war laut seinem Biografen Brian Garfield, dass er ein zunehmendes Interesse an seiner 33 Jahre jüngeren Cousine Theresa Clay zeigte. Jedenfalls änderte Annie Meinertzhagen 1927 ihr Testament in der Weise, dass im Falle ihres Todes ihr Vermögen nicht mehr an ihren Mann fallen, sondern von einem Testamentsvollstrecker für die Kinder verwaltet werden sollte. Solange er nicht wieder heiraten würde, sollte er lediglich eine feste Rente erhalten. Meinertzhagen unternahm 1927/28 eine lange Reise nach Ägypten, während Annie in seiner Abwesenheit mit dem dritten Kind niederkam.
Am 6. Juli 1928 starb Annie Meinertzhagen an den Folgen einer Schusswunde. In der Darstellung von Meinertzhagen hatte das Ehepaar Schießübungen unternommen. Als er zur Zielscheibe gegangen sei, habe er einen Schuss gehört, sich umgedreht und seine Frau tot am Boden liegen sehen. Sie habe sich beim Nachschauen, ob ihr Revolver leer sei, selbst erschossen. Allerdings verlief der Schusskanal schräg von oben vorn nach hinten unten, und Meinertzhagen war rund einen Fuß größer als seine Frau Annie. Sie war seit Kindheitstagen im Umgang mit Schusswaffen geübt und hatte zahlreiche Vögel selbst geschossen. Da Meinertzhagen der einzige Zeuge des Vorfalls war, wurde der Tod von der Polizei zu einem Unfall erklärt. In den folgenden Wochen versank Meinertzhagen nach Auskunft seiner Tagebücher in eine Depression, und am 11. September 1928 ließ er sich freiwillig in eine Psychiatrische Anstalt einweisen, wo er ein Jahr lang blieb.
Meinertzhagen sorgte dafür, dass seine Cousine Theresa Clay eine gute wissenschaftliche Ausbildung erhielt, die sie mit der Promotion an der Universität Edinburgh abschloss. Sie wurde zu einer weltweit anerkannten Expertin für Vogelläuse aus der Gruppe der Mallophaga. Meinertzhagen benannte ein Dutzend von ihm entdeckte Vogelarten nach ihr, etwa den afghanischen Sperling Montifringilla theresae. Mehr als dreißig Jahre lang reisten sie gemeinsam, verfassten gemeinsam wissenschaftliche Arbeiten und gegen Ende seines Lebens pflegte sie ihn. Gemeinsam mit ihrer Schwester Janet zog sie auch seine Kinder auf. Meinertzhagen stellte sie in der Regel als seine Haushälterin vor, sie sprach ihrerseits von ihm als „Onkel Dick“. Die 1930er Jahre waren angefüllt mit Reisen nach Estland, Russland, Deutschland, Kenia, Uganda, Sudan, Ägypten, Indien, Afghanistan, Finnland, Marokko und in die Vereinigten Staaten.
Zu Beginn des Zweiten Weltkriegs wurde Meinertzhagen 1939 im Rang eines Lieutenant-Colonel für die militärische Aufklärung reaktiviert. Wieder sind seine Tagebücher angefüllt mit angeblich vollbrachten fantastischen Taten. Tatsächlich war Meinertzhagen mit der Platzierung von Propaganda-Artikeln in der britischen Presse und der Zensur unliebsamer Meldungen beschäftigt. Im Frühjahr 1940 wurde er endgültig in den Ruhestand versetzt. Nach eigenen Angaben war er jedoch an der Operation Dynamo beteiligt, bei der britische Truppen aus Dünkirchen evakuiert wurden.

### Arbeit am eigenen Nachruhm
Welchen Ruf Meinertzhagen genoss, belegt ein Zitat des ehemaligen britischen Premierministers David Lloyd George. Er schrieb mit Blick auf den berühmten haversack ruse in seinen Kriegserinnerungen: „[Meinertzhagen] schien mir einer der fähigsten und erfolgreichsten Köpfe zu sein, die ich je in einer Armee angetroffen habe. Das reichte aus, ihn suspekt zu machen und seinen Aufstieg in die höchsten Ränge seiner Profession zu verhindern.“
Meinertzhagens Tagebücher sind mit Anspielungen übersät, dass er als Spion mit der Lizenz zum Töten unterwegs gewesen sei („meine andere Arbeit“). So will er 1930 auf einem Bauernhof bei Ronda in Spanien eine Gruppe bolschewistischer Agenten eigenhändig gestellt und erschossen haben. Tatsächlich war er zu der Zeit auf einer Vogeljagd unterwegs. Seine Tagebücher bestehen aus einer Loseblattsammlung in 70 Bänden. Die Art, wie die Texte getippt sind, und die Papierqualität können sich von Seite zu Seite unterscheiden, so dass es wirkt, als ob Meinertzhagen nachträglich einzelne Seiten ausgetauscht hat. Die Schreibmaschine, die er zeit seines Lebens benutzte, will er 1906 gekauft haben. Die spezielle Type – eine Garamond pica Kursivschrift – war im kommerziellen Handel jedoch erst seit 1920 verfügbar, so dass Meinertzhagen mindestens die Tagebücher bis 1920 inklusive seines haversack ruse nachträglich geschrieben zu haben scheint (nach eigenen Angaben hat er nur die Bände bis 1907 nachträglich aus seinem bis dahin handschriftlich geführten Tagebuch abgetippt).
In den 1930er Jahren machte Meinertzhagen die Bekanntschaft des um eine Generation jüngeren Ian Fleming, der damals als Finanzkorrespondent der Nachrichtenagentur Reuters arbeitete. Beide waren Mitglieder in der Focus-Gruppe um Winston Churchill. Sie wurden Freunde, und Flemings spätere Romanfigur James Bond trägt viele Züge von Meinertzhagen.

## Ornithologie
Meinertzhagen lernte bereits als Schüler in Harrow Walter Rothschild, den führenden britischen Vogelexperten und Begründer des Vogelmuseums in Tring, heute Teil des Natural History Museums, kennen. Vogelbeobachtung war damals ein wichtiges Hobby der britischen Oberschicht, und Meinertzhagen gelang es auf diese Weise, wichtige Kontakte etwa zu Edmund Allenby zu knüpfen. Unter den deutschen Ornithologen war er mit Erwin Stresemann gut bekannt. Er wurde auch zu einem engen Freund des führenden indischen Ornithologen Salim Ali, Vorsitzender der Bombay Natural History Society, der ihm anscheinend seine häufigen rassistischen Bemerkungen nicht übelnahm.

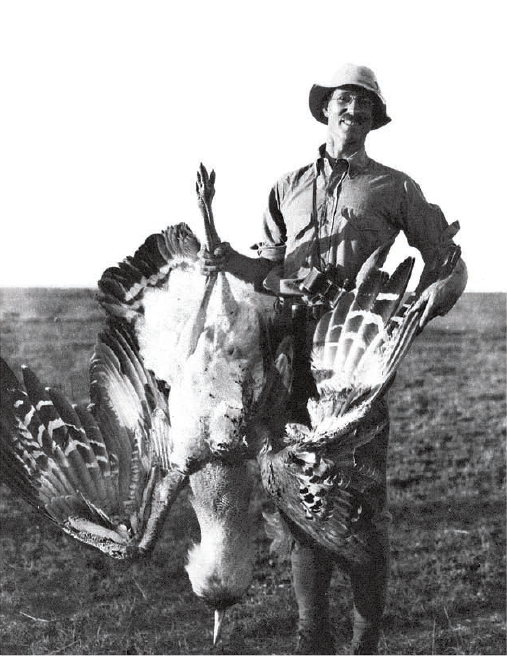
Richard Meinertzhagen mit einer Riesentrappe 1915 bei Nairobi

Meinertzhagen veröffentlichte über hundert Artikel und zwölf Bücher zur Ornithologie, unter denen Birds of Arabia hervorsticht, welches auf dem unveröffentlichten Buch Birds of Arabia von George Latimer Bates beruht. Typisch für ihn ist ein anekdotenreicher Stil und eine vermenschlichende Beschreibung von Vögeln, was ihm gleichermaßen Anerkennung wie Ablehnung eintrug. Das Paradebeispiel dafür ist sein verhaltensbiologisches Buch Pirates and Predators. Der predator ist hier ein Raubvogel, der mit seiner Beute davonfliegt. Der pirate nimmt ihm im Sturzflug die Beute ab. Seine wissenschaftlichen Arbeiten beschäftigten sich hauptsächlich mit der Vogelfauna der paläarktischen Region, Nordafrikas, des Nahen Ostens und der Himalaya-Region; daneben finden sich aber auch Veröffentlichungen zu Mauritius, Ostafrika, Südwestafrika und Grönland. Außerdem vollendete er das Buch Nicoll’s Birds of Egypt seines Freundes Michael Nicoll, der 1925 gestorben war.
Daneben waren Meinertzhagen und seine Kusine Theresa Clay die führenden Spezialisten für Vogelläuse (Mallophaga). Ihre Sammlung umfasste 600.000 Exemplare, zur damaligen Zeit die größte der Welt. Meinertzhagen spendete sie 1951 dem Natural History Museum. 1957, zehn Jahre vor seinem Tod, spendete Meinertzhagen außerdem seine gesamte Sammlung von über 20.000 Vögeln ebenfalls dem Natural History Museum, die etwa Ernst Mayr als größte und schönste Privatsammlung der Welt bezeichnet hat. Er wurde daraufhin zum Ehrenmitglied (Honorary Associate) des Museums erklärt und erhielt sogar einen Schlüssel zum Museum.
Meinertzhagen war von 1940 bis 1943 Vizepräsident der British Ornithologists’ Union; für seine Verdienste wurde er 1951 mit der Godman-Salvin-Medaille ausgezeichnet. Die American Ornithologists’ Union erklärte ihn zum Ehrenmitglied. 1957 wurde er von der Königin für seine Verdienste um die Ornithologie mit dem C.B.E. ausgezeichnet.

### Einsatz für ein Vogelschutzgebiet auf Helgoland
Meinertzhagen kämpfte jahrzehntelang für den Erhalt von Helgoland als Vogelschutzgebiet. Bereits bei den Friedensverhandlungen von Paris 1919 setzte er sich dafür ein, dass die Insel zum Vogelschutzgebiet bestimmt werde. Nach dem Zweiten Weltkrieg nahm er dieses Anliegen wieder auf. Er organisierte eine Petition, und nach langen Auseinandersetzungen mit dem britischen Auswärtigen Amt erhielt Helgoland 1951 wieder den Status eines Vogelschutzgebiets.

### Der Meinertzhagen-Skandal

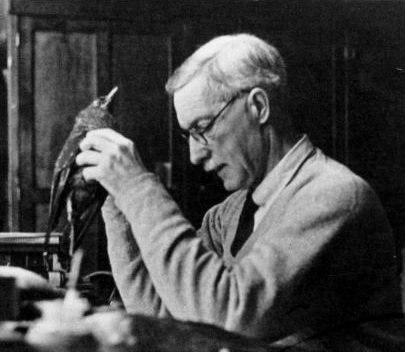
Richard Meinertzhagen bei der Arbeit im Museum

Bei vier verschiedenen Gelegenheiten meldeten Mitarbeiter des British Museum (Natural History) an ihre Vorgesetzten, dass nach Besuchen von Meinertzhagen Vogelbälge aus der Sammlung fehlten. Beim vierten Mal stellte ihn der Aufseher der Ornithologischen Abteilung, C. F. Regan. Er fand in dessen Aktenmappe neun Vogelbälge, von denen Meinertzhagen behauptete, er habe sie sich ausleihen wollen, um sie zu Hause zu bearbeiten. Meinertzhagen erhielt daraufhin 1919 ein Besuchsverbot für die Vogelabteilung. Es wurde nach anderthalb Jahren auf Druck von Lord Walter Rothschild wieder aufgehoben.
Auch einzelne Vogelkundler waren skeptisch gegen Meinertzhagen und äußerten das gegenüber Fachkollegen. So schrieb F. E. Warr in einem Brief an Charles Vaurie: „Ich bin bereit zu beeiden, dass die Meinertzhagen-Sammlung Bälge enthält, die aus dem Leningrader Museum, dem Pariser Museum und dem American Museum of Natural History gestohlen worden sind. […] Er hat auch Etiketten entfernt und durch andere ersetzt, die zu seinen Ideen und Theorien passten.“ Phillip Clancey, der zusammen mit Meinertzhagen gereist war und mit ihm gesammelt hatte, wies darauf hin, dass viele von Meinertzhagens Etiketten mit fragwürdigen Fundorten oder -daten versehen waren.
Der Ornithologe Alan G. Knox untersuchte daraufhin Anfang der 1990er Jahre alle Birkenzeisige aus der Meinertzhagen-Sammlung (Carduelis flammea und C. hornemanni). Die Vogelbälge, soweit sie laut Etikett von Meinertzhagen selbst gesammelt und präpariert waren, zerfielen in zwei Gruppen. Die eine Gruppe war in einem einheitlichen Stil präpariert, der vermutlich dem von Meinertzhagen entspricht. Die andere Gruppe, zu der die technisch hervorragend präparierten Vögel und Vögel mit einem tadellosen Gefieder gehörten, war in unterschiedlichen Stilen präpariert worden. Der Präparationsstil ist derartig kennzeichnend für den jeweiligen Präparator, dass es Knox gelang, einige der Vögel bestimmten anderen Präparatoren zuzuordnen. Teilweise waren diese Vögel sogar im Natural History Museum als vermisst gemeldet, sodass Meinertzhagen Vögel, die er diesem Museum gestohlen hatte, später wieder als Teil seiner eigenen Sammlung gespendet hatte. Bei einem Teil der Fälschungen scheint laut Knox das Motiv gewesen zu sein, Carduelis flammea britannica als eigenständige Unterart zu etablieren. Generell eignete sich Meinertzhagen aber besonders schöne Vögel an.
Alan Knox publizierte seine Warnung 1993 in der Fachzeitschrift Ibis. Von der Liste der auf den britischen Inseln vorkommenden Vogelarten mussten in der Folge drei Unterarten gestrichen werden, für die Meinertzhagen entweder den einzigen oder den ersten Beleg geliefert hatte (Falco columbarius columbarius, Gallinago gallinago delicata und Eremophila alpestris alpestris).

#### Fallbeispiel für eine Fälschung: Der Blewittkauz
1999 belegten die Ornithologen Pamela C. Rasmussen (damals an der Smithsonian Institution, heute Michigan State University) und Nigel J. Collar von BirdLife International am Beispiel des Blewittkauzes, dass auch außerhalb der Britischen Inseln die Verbreitungskarte einer Vogelart neu gezeichnet werden musste. Von diesem Kauz waren zu dem Zeitpunkt sieben Bälge in Sammlungen bekannt. Vier der Exemplare waren von dem britischen Kolonialbeamten James Davidson gesammelt worden, ein weiteres aus dem British Museum galt als vermisst. Ein Exemplar stammte von Meinertzhagen. Er hatte es laut Etikett am 9. Oktober 1914 – das wäre 30 Jahre später als die übrigen Vögel – und an einem anderen Ort – bei Mandvi im Tal des Tapti im Surat-Dangs-Gebiet von Gujarat in den westlichen Ausläufern der Satpura-Berge – gesammelt. Der Kauz war seitdem nicht mehr gesichtet worden.
Rasmussen und Collar verglichen Meinertzhagens Exemplar mit einer Serie von Käuzen, die Meinertzhagen aller Wahrscheinlichkeit nach tatsächlich selbst 1914 geschossen und präpariert hatte, sowie mit den anderen bekannten Blewittkäuzen und weiteren Vögeln, die unbestritten von Davidson stammen. Bei dem Meinertzhagen-Exemplar waren fast alle Stichlöcher von der ursprünglichen Naht weggeschnitten; dieser Schnitt muss in einem Zustand ausgeführt worden sein, als der Vogel schon vollkommen trocken war. Daraufhin war der Vogel neu gestopft und wieder locker vernäht worden. Üblicherweise tritt bei alten Vogelbälgen Körperfett aus und verschmutzt Federn, Füße und Schnabel. Dieses Exemplar war dagegen mit einem Lösungsmittel von Fett befreit worden und es fanden sich Überreste von einem weißen Pulver, das anscheinend zum Trocknen benutzt worden war. Wäre diese Behandlung unmittelbar nach dem Tod des Vogels vorgenommen worden, wären wieder ölige Reste in Gefieder, an Füßen oder Schnabel zu erwarten gewesen. Die Füße waren nachträglich verdreht.
In dem Meinertzhagen-Exemplar fand sich in der Nähe der Ellen noch etwas von der ursprünglichen, zum Stopfen verwendeten Watte. Sie stellte sich bei einer Analyse im Spurenlabor des FBI als die gleiche Watte wie in den Exemplaren von Davidson heraus. Davidson war in der Präparation von Vögeln vermutlich Autodidakt und verwendete einen höchst eigentümlichen Stil, unter anderem band er die Flügel von außen zusammen. Überreste der dabei verwendeten Schnur waren auch noch an dem Meinertzhagen-Exemplar nachzuweisen.
Auch Meinertzhagens Tagebuch, sofern man es als Quelle ernst nimmt, lässt es unwahrscheinlich erscheinen, dass er den Blewittkauz gesammelt haben könnte. Laut Tagebuch befand er sich am 6. und am 13. Oktober in Bombay. Der Offizier Meinertzhagen hätte demnach also zu einem höchst unpassenden Zeitpunkt – der Erste Weltkrieg war seit zwei Monaten ausgebrochen und das britische Heer auch in Indien mobilisiert worden – eine aufwändige Reise ins unzugängliche Tal des Tapti unternommen, sich dort ein, höchstens zwei Tage aufgehalten und bei dieser Gelegenheit einen extrem seltenen Vogel geschossen – das einzige Exemplar im 20. Jahrhundert –, ohne dieses für einen Ornithologen aufregende Ereignis in seinem Tagebuch festzuhalten oder später zu publizieren. Auch in dem von Meinertzhagens geführten Register der geschossenen Vögel findet sich kein Hinweis auf das Ereignis oder auch nur Eintragungen über andere in der Gegend gesammelte Vögel.
Das Meinertzhagen-Exemplar des Blewittkauzes ist 1969 von seinem Freund, dem angesehenen indischen Ornithologen Salim Ali, erst zwei Jahre nach Meinertzhagens Tod in die Fachliteratur eingeführt worden (nichts weist darauf hin, dass Ali von Meinertzhagens Fälschungen gewusst hat oder daran beteiligt war). Rasmussen und Collar kamen zu dem Ergebnis, dass das vermeintlich von Meinertzhagen geschossene Exemplar tatsächlich das von Davidson gesammelte und heute vermisste Exemplar aus dem British Museum sein muss. Meinertzhagen hatte den Kauz neu präpariert, um den Diebstahl zu vertuschen, und mit einem neuen Fundort und -datum versehen. Die Fälschung führte später dazu, dass Ali bei Mandvi nach dem Blewittkauz suchen ließ, wo er wahrscheinlich nie gelebt hat. Zahlreiche weitere Vögel aus der Meinertzhagen-Sammlung weisen Zeichen einer Neupräparation auf, wie sie hier am Beispiel des Blewittkauzes beschrieben worden ist.
Zusammen mit Robert Prys-Jones, dem Leiter der Vogelabteilung des Natural History Museum in London, konnte Pamela Rasmussen schließlich zeigen, dass vierzehn Nachweise von Vogelarten bzw. -unterarten auf dem indischen Subkontinent, für die Meinertzhagen den einzigen Beleg geliefert hatte, gefälscht waren. In vielen Fällen waren die Angaben in die ornithologische Literatur eingeflossen. 2005 veröffentlichte die Zeitschrift Nature einen Artikel, in dem die breite wissenschaftliche Öffentlichkeit über das gigantische Ausmaß von Meinertzhagens Fälschungen informiert wurde. Pamela Rasmussen wurde hier mit den Worten zitiert, es gebe durch Meinertzhagen Hunderte, wahrscheinlich Tausende von falsch katalogisierten Vogelbälgen in den Sammlungen. Die Korrektur des von Meinertzhagen verursachten Schadens erfolgte für Südasien im folgenden Jahr mit der Veröffentlichung von Rasmussens Guide to the Birds of South Asia. Der allgemeinen Öffentlichkeit wurde der Skandal durch einen Artikel im New Yorker bekannt. Die Aufarbeitung des Schadens, den Richard Meinertzhagen in der Ornithologie angerichtet hat, dauert an.